# Kirchplatz (Radebeul)
Der Kirchplatz ist ein innerörtlicher Platz im Stadtteil Radebeul der sächsischen Stadt Radebeul. Auf ihm steht mit der Adresse Kirchplatz 1 die Lutherkirche.

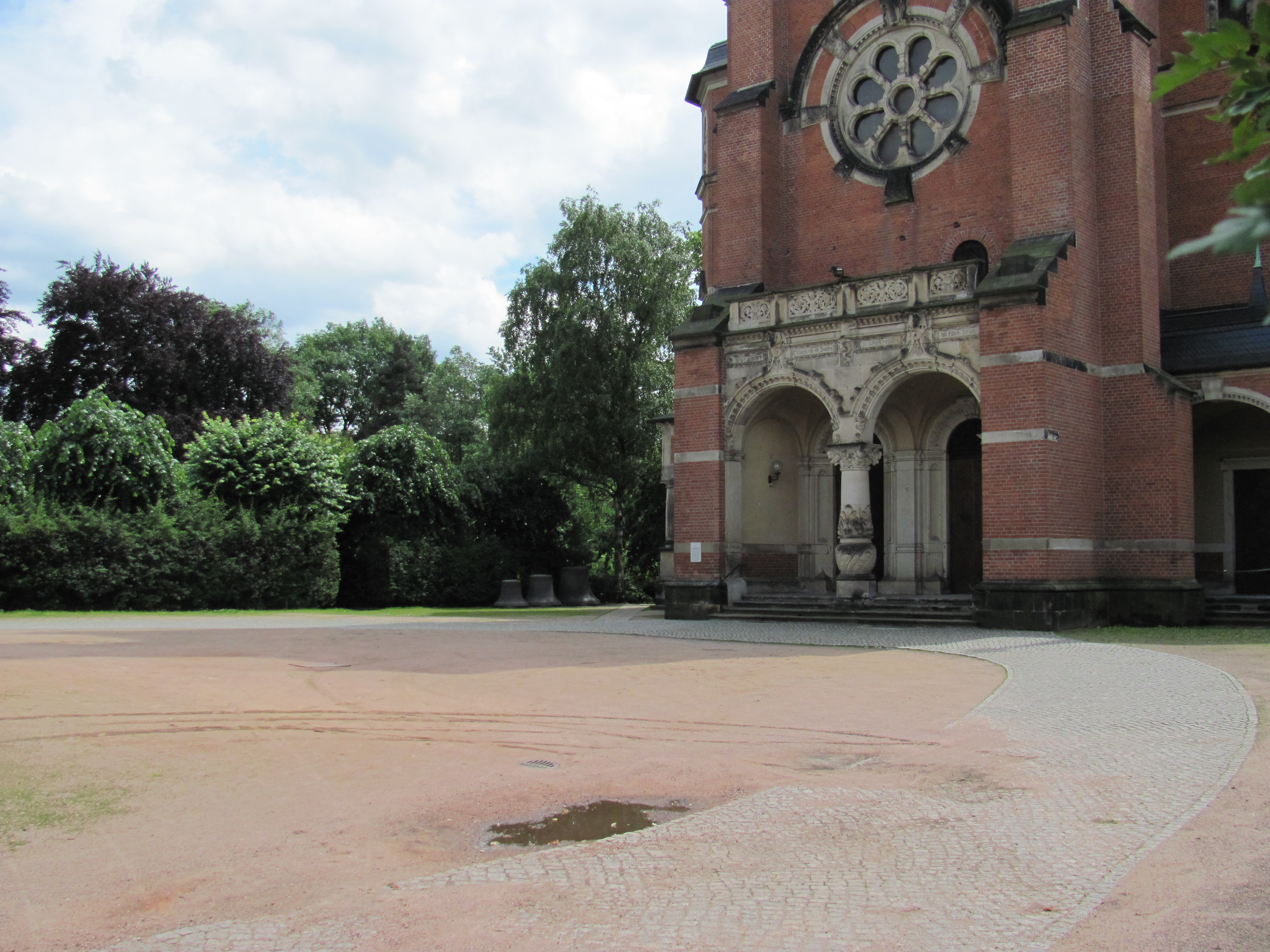
Kirchenvorplatz, der nördliche Teil des Kirchplatzes. Links in der Hecke sieht man den Abgang zum tieferliegenden Ehrenhain.

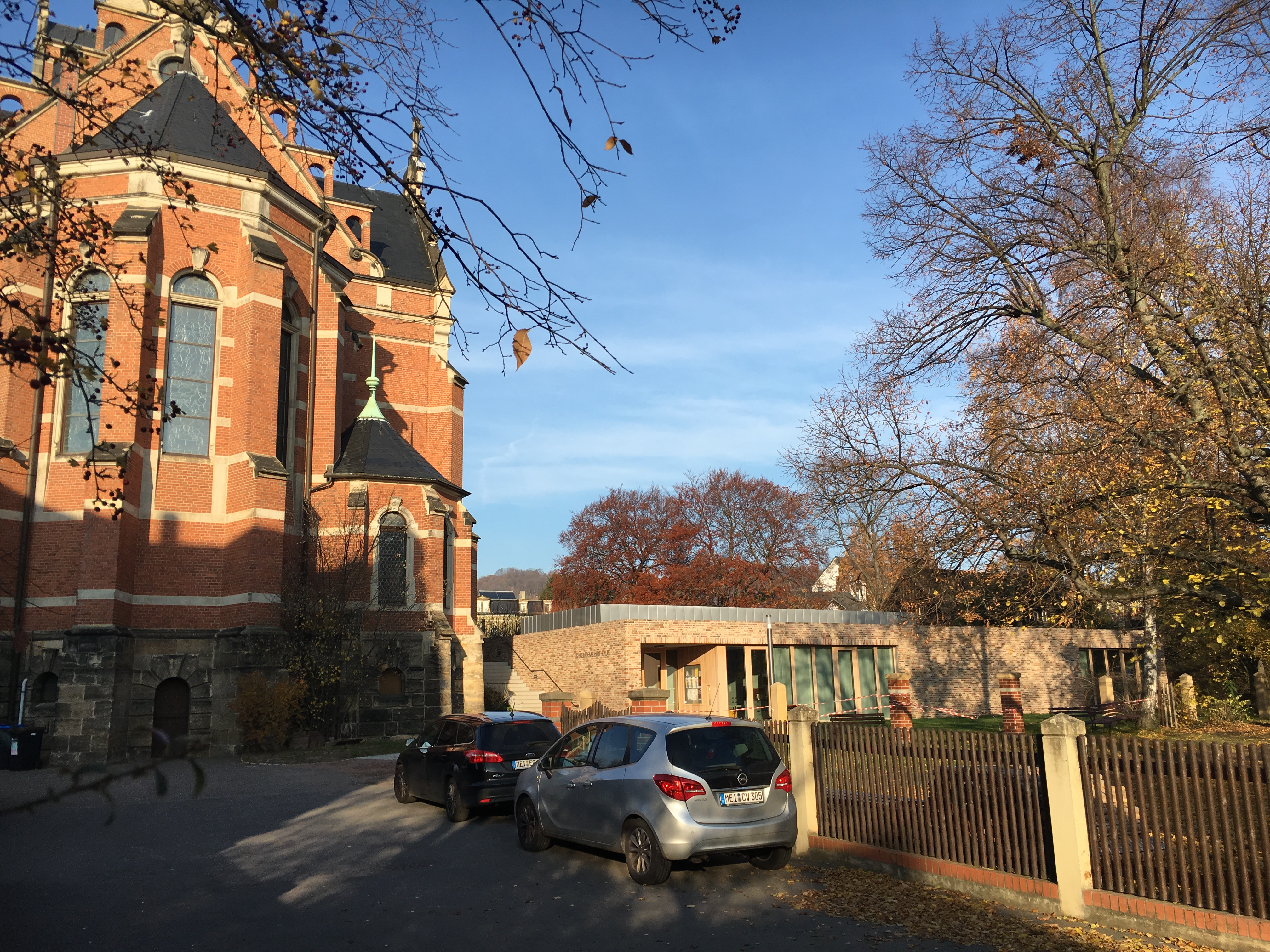
Kirchplatz-Rückseite

## Bebauung
Der Kirchplatz steht als Kirchen-Außenanlage einschließlich Vorplatz auch unter Denkmalschutz (denkmalpflegerische Nebenanlage).
Der Kirchplatz verbindet die Meißner Straße und die südlich gelegene Karl-May-Straße. Mittig auf dem Platz steht die Kirche, mit dem Turm in Richtung Meißner Straße. Dort, zwischen den Hausnummern 99 und 101, liegt der Kirchen-Vorplatz. Die Lutherkirche belegt dort die Adresse Kirchplatz 1.
Auf der Ostseite des Vorplatzes grenzt hinter einer Hecke der tieferliegende Ehrenhain an, der innerhalb des Kirchendenkmals als Gartendenkmal geschützt ist. Vor der Hecke verläuft der Kirchplatz, an der Kirche vorbei, als Fußweg zur südlichen Rückseite der Kirche. Östlich des Fußwegs, mit dem Eingang auf der Südseite, liegt das neu errichtete Gemeindehaus. Östlich dieses Neubaus schließt sich der rückwärtige Garten des Karl-May-Museums an.
Auf der Platzrückseite an der Karl-May-Straße belegt der Kirchplatz die Grundstückszufahrt zwischen Karl-May-Straße 9 und 11. Während die Nummer 9 als Kinderspielplatz genutzt wird und den Durchgang zur Kirche und zur Meißner Straße bietet, ist die ehemals auch als Karl-May-Straße 11 vergebene Adresse bebaut. Es steht dort das alte Gemeinde- und Pfarrhaus der Luthergemeinde, heute unter der Postadresse Kirchplatz 2. Die dortige Platzeinfahrt führt zu Parkplätzen vor dem Eingang zum neuerrichteten Gemeindehaus.